# Josef Čapek

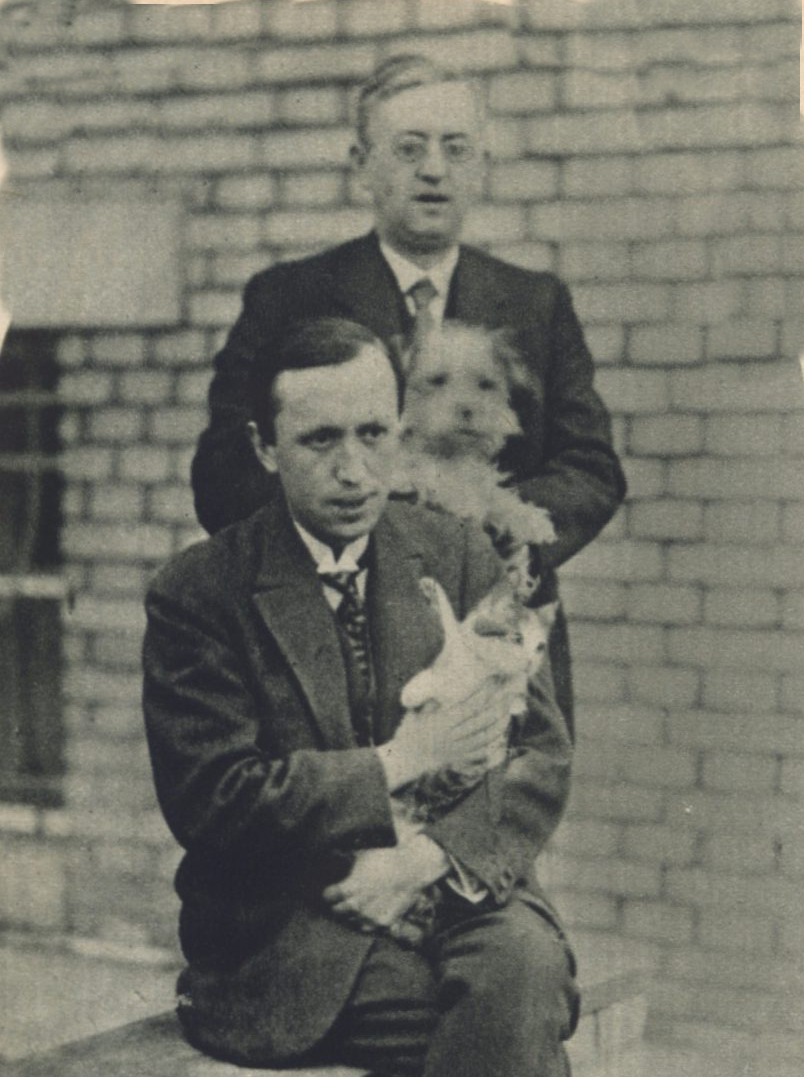
Karel a Josef Čapkové v roce 1927

Josef Čapek (23. března 1887 Hronov – mezi 13. a 15. dubnem 1945 Bergen-Belsen) byl český malíř, grafik, knižní ilustrátor a spisovatel. Byl druhým ze tří dětí, nejmladší byl bratr Karel Čapek (1890–1938), známý spisovatel.

## Život

### Mládí
Narodil se v rodině lékaře Antonína Čapka a jeho manželky Boženy, dcery mlynáře Novotného v Hronově. Do tří let žil v lázeňském domě v Malých Svatoňovicích u Trutnova, spolu se starší sestrou Helenou (1886–1961); zde se narodil i mladší bratr Karel (1890–1938). Roku 1890 se rodina přestěhovala do Úpice, kde navštěvoval obecnou (1892–1897) a měšťanskou (1897–1900) školu. Tam však příliš neprospíval, i když výtvarné nadání se mu nedalo upřít. Posléze chodil na německou dvouletou odbornou školu tkalcovskou ve Vrchlabí. Po jejím absolvování v roce 1903 pracoval rok jako dělník v úpické továrně F. M. Oberländera. Od podzimu 1904 začal žít už natrvalo v Praze. V létě 1904 maloval šest týdnů se žáky soukromé školy Aloise Kalvody, se kterou vystavoval v červnu 1905. Následně byl přijat na Uměleckoprůmyslovou školu. Zde se také v roce 1910 seznámil se svou budoucí manželkou Jarmilou Pospíšilovou (1889–1962).
Po absolutoriu na Uměleckoprůmyslové škole a po druhé schůzce s budoucí manželkou odjel na podzim 1910 do Paříže, kam za ním přijel i bratr Karel. Zde J. Čapek navštěvoval Colarossiho akademii. Pobyt, původně plánovaný na tři roky, zkrátil na tři čtvrti roku, aby byl blízko své vyvolené. Spolu s Karlem Čapkem v Paříži rozepsali první verzi dramatu Loupežník.
Bratři Čapkové se z cest po Evropě vrátili do Prahy v roce 1911, tedy v době, kdy vyvrcholilo napětí mezi starší a mladou nastupující uměleckou generací v pražském spolku Mánes. Většina mladých umělců, včetně bratří Čapků, nakonec spolek Mánes opustila a založila novou Skupinu výtvarných umělců. Do první světové války Josef Čapek nemusel narukovat z důvodu slabého zraku.

### Manželství a střední věk

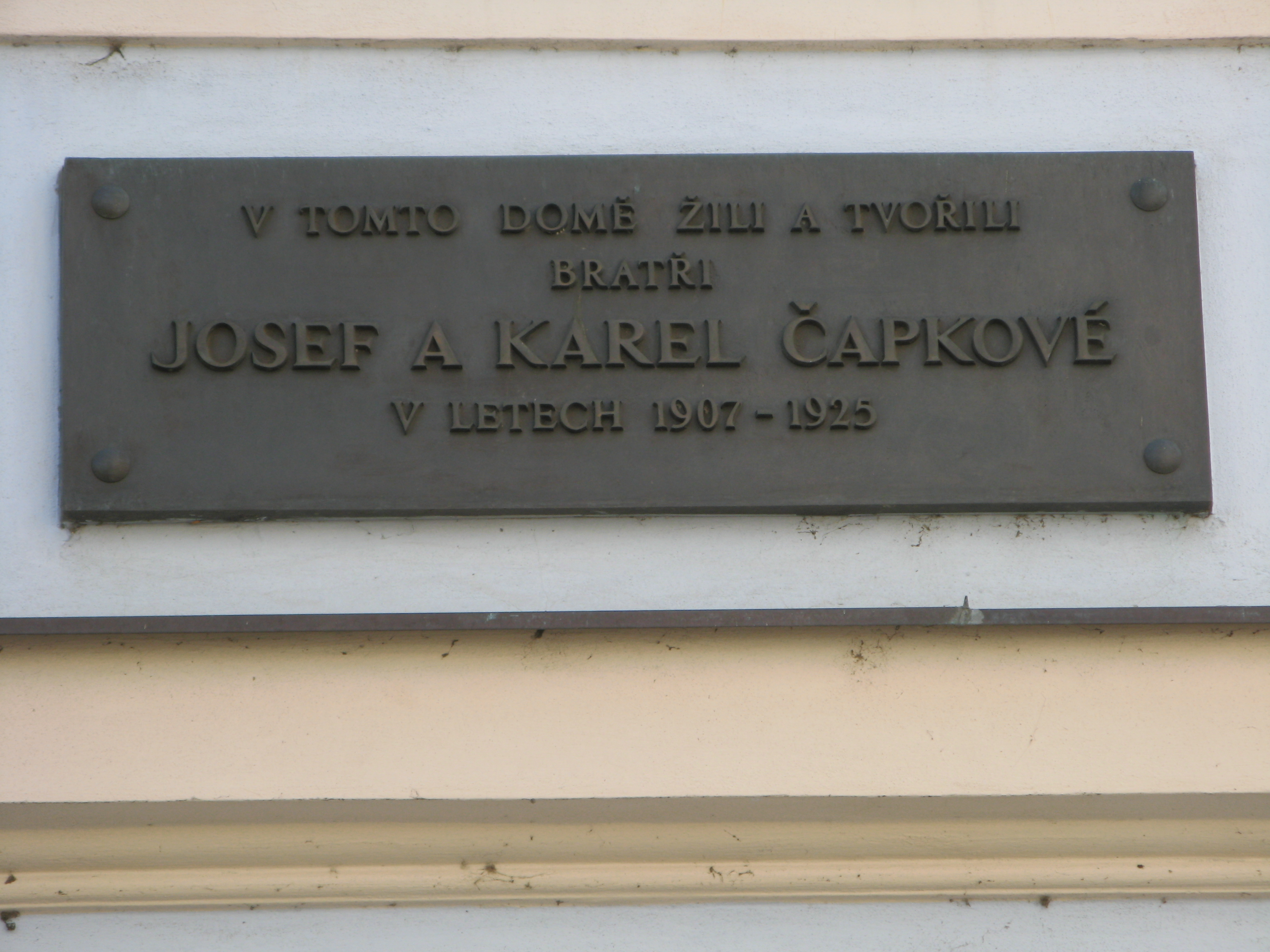
Pamětní deska bratří Čapků v Praze 1, Říční 11/532

Po devítileté známosti se oženil se svou dlouholetou láskou Jarmilou, dcerou pražského advokáta Jaroslava Pospíšila. Sňatek se konal 3. května 1919 v kostele sv. Ludmily na Vinohradech. V té době bydleli jak novomanželé, tak bratr Karel v bytě rodičů v pražské Říční ulici 11. Když se jim narodila jediná dcera Alena Čapková, provdaná Dostálová (1923–1971), přestěhovali se k matce Jarmily Čapkové, Zdence Pospíšilové, na Purkyňovo náměstí (dnes náměstí Míru na Vinohradech).

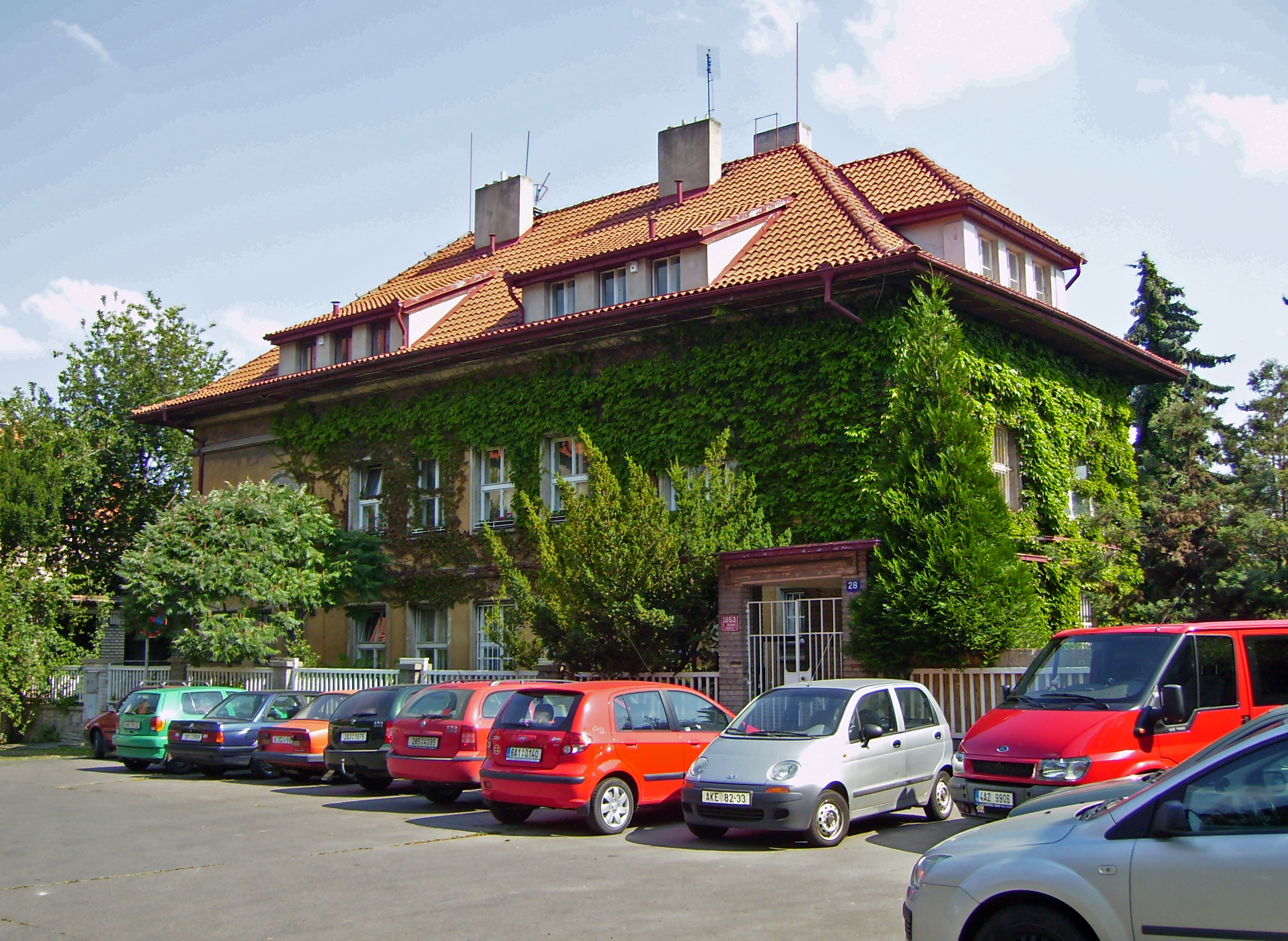
Dvojdům bratří Čapků v Praze 10-Vinohradech

V letech 1923–1924 postavil architekt Ladislav Machoň pro bratry Čapkovy na východní hraně vinohradské kolonie Spolku žurnalistů rozsáhlou dvojvilu v tzv. národním slohu. Nejprve žil Karel Čapek ve své polovině dvojdomu v dnešní ulici Bratří Čapků 28 v Praze 10 sám, později se svou ženou Olgou Scheinpflugovou. Druhou polovinu domu, s číslem 30, obýval bratr Josef Čapek se svou rodinou.
Kolem roku 1928 se Josef Čapek inspiroval především dětským světem, protože v této době jeho dcera Alena dorůstala do školních let. Zejména pro ni napsal a ilustroval knížku Povídání o pejskovi a kočičce a vytvořil kresby pro další knihy.

### Závěr života

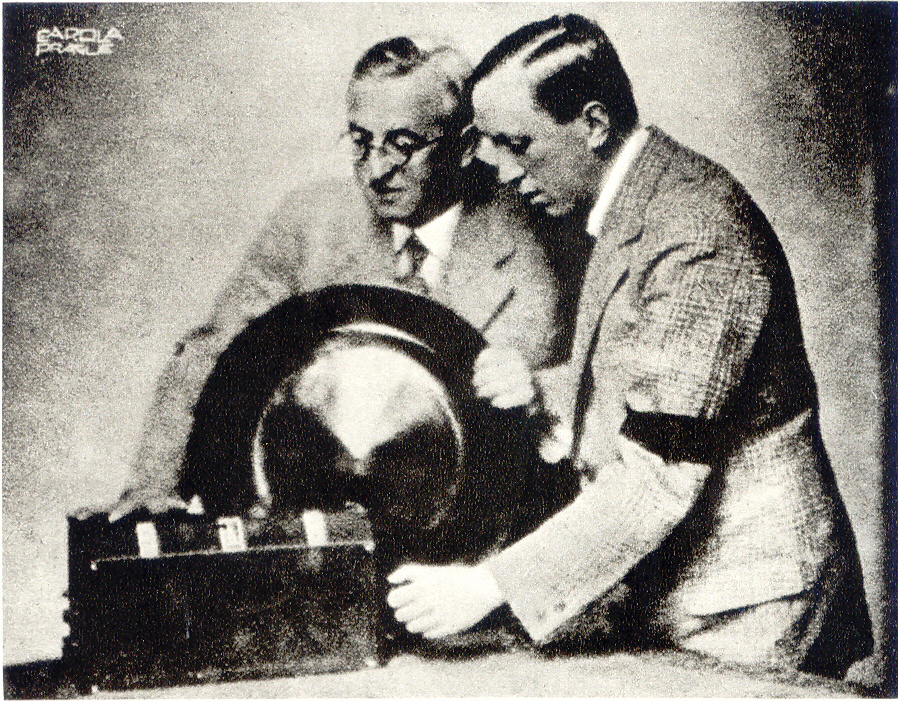
S bratrem Karlem nad rádiem

1. září 1939 byl v Želivě u Humpolce v rámci akce Albrecht I. zatčen gestapem a uvězněn. 9. září byl spolu s dalšími vězni převezen do koncentračního tábora Dachau u Mnichova a odtud 26. září do Buchenwaldu, kde byl vězněn dva a půl roku. Od roku 1941 byl přidělen do malířské a písmomalířské dílny, kde maloval rodokmeny členů SS. Tato činnost byla přidělena i dalším malířům, např. Emilu Fillovi.

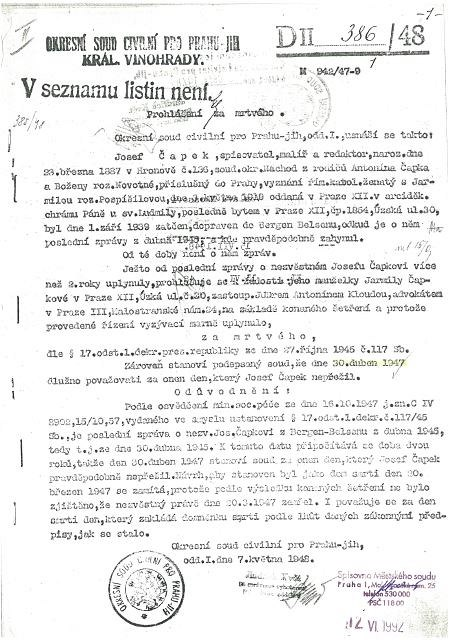
Prohlášení Josefa Čapka za mrtvého

26. června 1942 byl převezen do koncentračního tábora v Sachsenhausenu, kde znovu pracoval v malířské dílně. Tajně překládal anglickou, španělskou a norskou poezii. V prosinci 1942 vytvořil svou první rozsáhlou báseň Za bratrem Karlem a také kreslil drobné črty tužkou. V následujícím roce v psaní poezie pokračoval, jeho básně kolovaly mezi spoluvězni v opisech. 25. února 1945 byl převezen do koncentračního tábora v Bergen-Belsenu, kde následně vypukla tyfová epidemie. Jeho tělo nedokázalo skvrnitý tyfus porazit. Podle některých svědectví byl ještě 13. dubna 1945 naživu. Podle všech náznaků však zemřel krátce před osvobozením tábora. Během června 1945 doprovázel Rudolf Margolius Jarmilu Čapkovou do Bergen-Belsenu hledat bezvýsledně Josefa Čapka. Datum jeho smrti ani jeho skutečný hrob neznáme, jeho symbolický hrob se nachází na Vyšehradském hřbitově v Praze.
Vzhledem k tomu, že se tělesné pozůstatky Josefa Čapka nikdy nenašly, probíhalo řízení o prohlášení za mrtvého, na jehož konci bylo roku 1948 stanoveno úřední datum úmrtí na 30. dubna 1947.

## Citát
| „                   | V jeho díle nebylo nic nesrozumitelného, nic nepravdivého. Nemaloval, co neznal. Byl, řekl bych, okázale prostý. Byl poctivý řemeslník české tradice devíti řemesel – neboť, jak Kulhavý poutník praví: ‚Každý umělec, který si tohoto jména zasluhuje, má odpovídající dávku řemesla‘. A zde, v této rukodílné počestnosti, pramení jeho hluboká básnická moudrost. | “ |
| — Adolf Hoffmeister | |   |

## Novinář
Po návratu z Paříže se Josef Čapek stal redaktorem Uměleckého měsíčníku (1911–1912), orgánu Skupiny výtvarných umělců, jejímž se stal členem. Po rozchodu se Skupinou vstoupil do výtvarného spolku Mánes, kde byl v letech 1913–1914 spoluredaktorem jeho časopisu Volné směry. V čísle 17/1913 uveřejnil svou nejzávažnější esej Tvořivá povaha moderní doby, ve které vyjádřil nejen svůj názor na moderní umění, ale i na samu podstatu umělecké tvořivosti. V roce 1918 se stal redaktorem Národních listů a v letech 1918–1920 redigoval časopis Nebojsa. V roce 1921 spolu s bratrem Karlem Národní listy opustil a stal se na 18 let (až do svého zatčení v roce 1939) redaktorem a výtvarným kritikem Lidových novin. Působil i jako karikaturista a přispíval do mnoha dalších deníků a časopisů.

## Výtvarník

### Člen výtvarných skupin
Josef Čapek byl spoluzakladatel Skupiny výtvarných umělců, která vznikla v roce 1911. (Členy Skupiny byli např. Václav Beneš, Emil Filla, Otakar Kubín.) Na konci roku 1912 bratři Čapkové Skupinu opustili a znovu vstoupili do Mánesa. V roce 1921 Josef Čapek přešel do skupiny Tvrdošíjní. (Dalšími členy byli např. Rudolf Kremlička, Václav Špála a Jan Zrzavý.)

### Díla Josefa Čapka na výstavách
Výběr nejdůležitějších výstav:
- Leden 1912: první výstava Skupiny v pražském Obecním domě. Josef Čapek se zúčastnil se svými díly Matka s dítětem (Matka česající dítě, 1911) a Služka (1911). Výstava se nesetkala s pochopením tisku a díla (včetně Čapkova) byla přirovnána k malbám neolitickým nebo dětským.[25]
- Podzim 1912: druhá výstava Skupiny. Čapek vystavil kubistické Přístav v Marseille a Marseille (1912)
- březen 1914: osm kubistických olejomaleb na 45. výstavě SVU Mánes
- 16. června 1917 v Berlíně vyšlo dvojčíslo časopisu Die Aktion věnované Josefu Čapkovi s reprodukcemi kreseb a původními otisky jeho linorytů.
- březen 1918: ve Weinertově umělecké a aukční síni[p 4] proběhla výstava s názvem A přece! Výstava několika tvrdošíjných, kam přispěl 31 obrazy, uhlokresbami, linoryty a litografiemi i Josef Čapek, který byl současně organizátorem výstavy.
- 1921: čtyři Tvrdošíjní – Josef Čapek, Vlastislav Hofman, Václav Špála a Jan Zrzavý v Berlíně a jiných německých městech. Představil zde své nové obrazy malované pod vlivem civilismu (např. Na obvodu města, Předměstské zahradnictví...).
- jaro 1923: účast na výstavě Tvrdošíjných v Krasoumné jednotě (dnes Dům umělců)[26]
- říjen 1924: první samostatná výstava Josefa Čapka v pražské Krasoumné jednotě – dnes Dům umělců (jako šestá výstava Tvrdošíjných).[27] Bylo zde vystaveno 106 olejů z let 1910 až 1924, 116 temper, akvarelů, kreseb a grafiky, včetně knižních obálek. V listopadu byl výběr z pražského souboru vystaven v Brně v pavilónu Klubu výtvarných umělců Aleš.[28] Zároveň vyšla v Musaionu V. monografie o Josefu Čapkovi s úvodním textem Karla Čapka a Václava Špály.
- 1979: souborná výstava díla Josefa Čapka v Jízdárně Pražského hradu
- říjen 2009 – leden 2010: souborná výstava díla Josefa Čapka v Jízdárně Pražského hradu[29]

### Umělecký vývoj

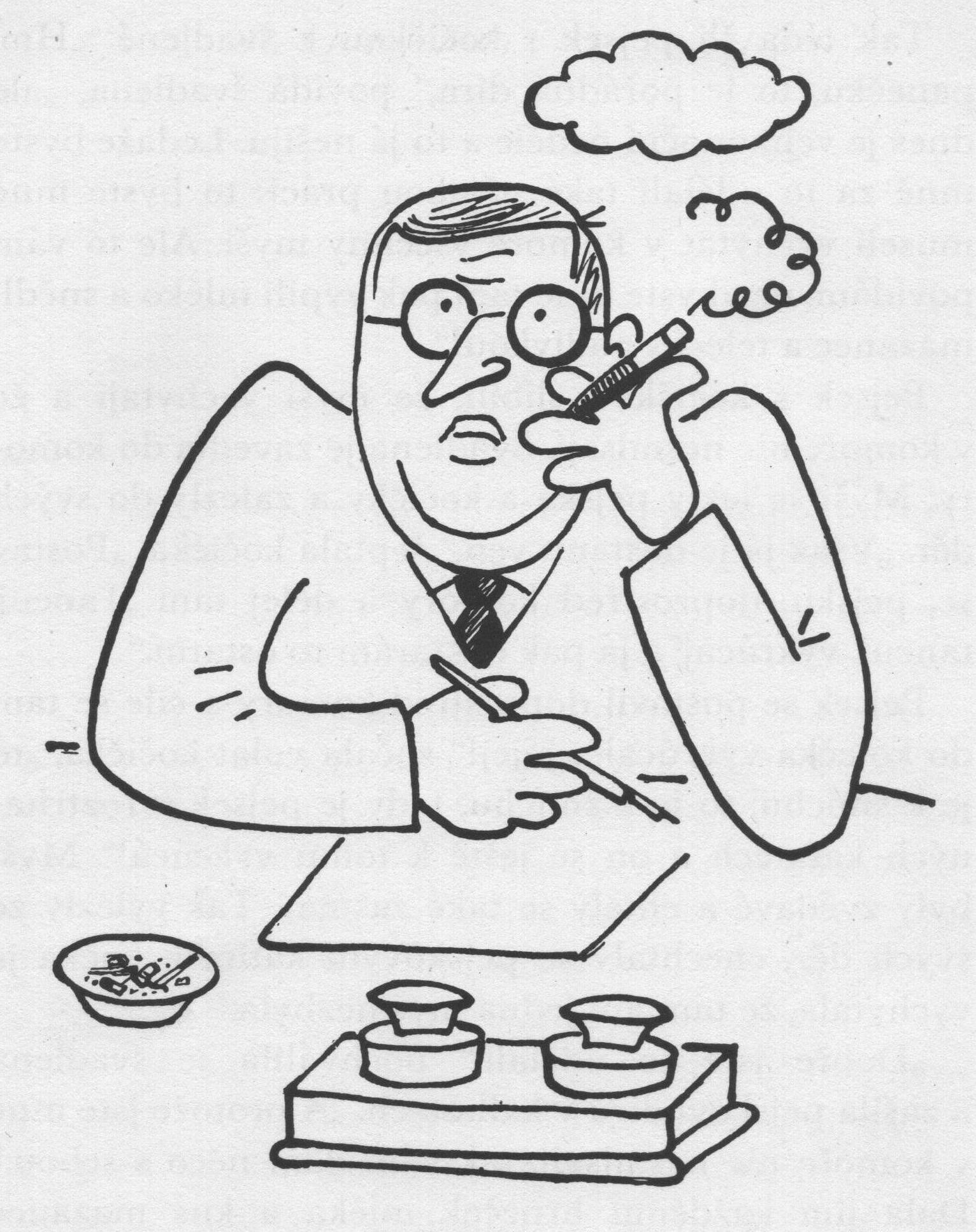
Autoilustrace z knihy Povídání o pejskovi a kočičce

#### Rané období
Z raného období (před cestou do Paříže 1910) se zachovalo jen málo děl Josefa Čapka:
- Portrét Karla Čapka (1907, pastel)

V Trocadéru objevil během studijního pobytu v Paříži (1910–1911) umění přírodních národů, domorodé umění Afriky a Oceánie. Studium těchto uměleckých projevů a jeho teoretické zpracování bylo jeho první velkou samostatnou prací. V sochách přírodních národů objevil hodně podstatných prvků pro současnou uměleckou tvorbu i pro povahu umění vůbec.

#### Od návratu z Paříže do dvacátých let
Po dílech inspirovaných fauvismem z roku 1911 (Matka a Služka) začal od roku 1912 s kubistickými pokusy (Přístav v Marseille a Marseille, 1912). Přechod mezi krajinami z roku 1912 a kubistickými postavami z roku 1913 vyznačuje obraz Novostavba s motivem městské periferie, komponované do pravého úhlu, s dominantou kandelábru s obloukovou lampou. Jeho vrcholným dílem roku 1913 je Ženský akt, ve kterém se tělo ženy proměňuje ve strunný nástroj; obraz spojuje prvky analytického a syntetického kubismu. Kubistické tvarosloví využíval s volností a smyslem pro humor, nevyhýbal se ani neobratnostem charakteristickým pro naivní umění.
V roce 1917 objevuje nové tematické okruhy – námořníky a nevěstky. Příklad: Námořník (Afrika) (1917), Nevěstka s velkým kloboukem (1918).

#### Dvacátá léta
V roce 1920 vystavoval své obrazy Piják, Kuřák v krajině a Muž se zavázanou rukou na druhé výstavě Tvrdošíjných. Jde o plastické zjednodušené postavy ostrých tvarů ve skutečném prostoru. Expresívní špičaté formy a charakteristický kolorit zdůrazňují povahu figur a jejich psychologické rozpoložení. Kromě nich používal také zakulacené hladké formy, ale i výraznou konturu a prudké světelné kontrasty.
Kolem roku 1923 se začalo v jeho malířské tvorbě projevovat období „chlapů“. Začal je obraz Hadráři, ukončila je malba Dřevěný muž (1927).
Maloval často žebráky, lůzu, postavy ze společenské spodiny vzbuzující podezření a strach. Hlavní výrazovým prostředkem se teď stala expresívní obrysová čára a magické světlo, které vytváří atmosféru tajemnosti a dramatického napětí. Barva svou symbolikou podtrhuje obsahové vyznění obrazu.
Ke konci dvacátých let psal pro dceru Alenku Povídání o pejskovi a kočičce a jeho malířská tvorba se od „chlapů“ obrací k dětem. Mezi obrazy s dětskými tématy patří např. Dva kluci s míčem (1928), Děvčátko s jahodami (1930). Dětská témata neopouštěl ani později – Dětské hry (1937).

#### Třicátá léta
Od roku 1931 vytvářel Josef Čapek obrazy s tématem honitby a myslivců. Příklad: Myslivci (1934, původně v majetku Olgy Scheinpflugové)
V roce 1933 namaloval J. Čapek obraz Mrak, kterým otevřel nové téma cesty a poutníků. Tento obraz lze také interpretovat jako předzvěst budoucího vývoje světa. Dalším příkladem tématu cesty je třeba Krajina s křížem a holuby (1937).
V letech 1933–1937 vytvořil cyklus Nocí s objímajícími se milenci na pozadí hvězdného nebe. Šlo o pět kompozic v černé, červené, hnědé, zelené a modré dominantě, které naplňoval erotický půvab, lyrická snivost a touha po hvězdách.

#### Antifašista
Po nástupu Adolfa Hitlera k moci reagoval Josef Čapek, stejně jako jiní umělci, na změněnou politickou situaci. Publikoval v novinách kresby z cyklu Ve stínu fašismu.
V roce 1937 vyšly knižně s předmluvou Josefa Hory Diktátorské boty – kresby otiskované v Lidových novinách. O rok později jako reakci na občanskou válku ve Španělsku vytvořil cyklus satirických kreseb Modern times. Tíživá atmosféra se odráží i v obrazech Ohníčky (1937), Těžko (1937) nebo v Krajině s křížem a holuby (1937). V tomto roce visely jeho obrazy v expozici československého umění v londýnské Mayor Gallery a v roce 1938 na výstavě českých malířů Carnegieho muzea v Pittsburghu.
Posledními malířskými cykly, které vytvořil byly cykly Oheň (1938–1939) a Touha (1939). Čapek tak s bolestným smutkem protestoval proti Mnichovské dohodě. Názvy obou cyklů vznikly až po válce (v roce 1945) u příležitosti výstavy v Umělecké besedě. Jsou obdivuhodně rozsáhlé, obsahují téměř 70 olejomaleb a přes 300 kreseb. Ze zamýšleného třetího cyklu, který měl oslavovat vítězství nad nacismem, se dochoval jen náčrt tužkou: motiv kohouta, vítajícího nový den.

## Práce pro divadlo

### Divadelní hry
Vizte literární dílo.

### Scénografie

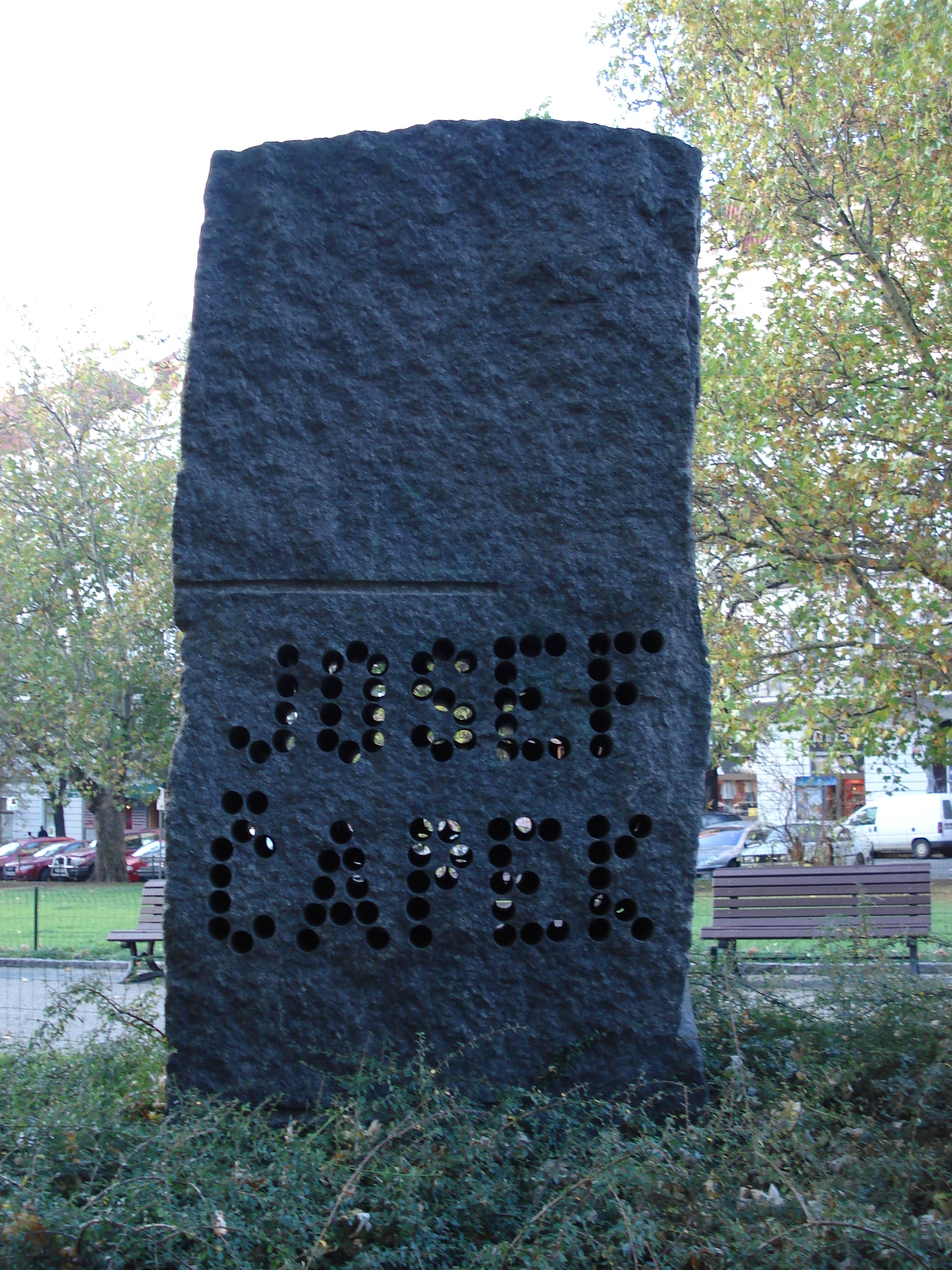
Památník bratří Čapků v Praze 2 od Pavla Opočenského

Jako jevištní výtvarník debutoval 25. ledna 1921 kostýmní výpravou ke hře Karla Čapka R. U. R. na pražském Národním divadle. V dubnu 1921 potom navrhl scénu k Heibergově hře Tragédie lásky, v červnu k Lenormandovu Tournée a v listopadu 1921 k dramatu Julia Zeyera Stará historie.
V roce 1922 vytvořil čtyři divadelní výpravy, v roce 1923 šest a do roku 1932, kdy svou scénografickou tvorbu ukončil, celkem šestapadesát. Jako jevištní výtvarník spolupracoval hlavně s Národním divadlem v Praze, ale také s tehdejším Státním divadlem v Brně a s Městským divadlem na Vinohradech.
Pro pražskou premiéru hry Ze života hmyzu v Národním divadle (8. 4. 1922) navrhl scénu a kostýmy, ve kterých uplatnil své umění výtvarné zkratky a stylizace. V „motýlí“ části scénu zaplnil motivy barevných květin a pestrých kol, v Mravencích a Kořistnících pak převažovala zelená a černá stylizovaná vegetace. Poprvé zde také použil kruhový horizont s transparentním závěsem, na který promítal barevné projekce: blesky, duhová spektra, černé kouřící komíny... Výjevy na scéně tak vystihoval a komentoval. Neusiloval o vytvoření nových, specificky jevištních výtvarných prostředků a postupů, vycházel z moderní malby, jejíž problémy aplikoval na scénografii. Kostýmními návrhy vytvářel vyhraněné typy, jejichž přesnou charakteristiku vyhrotil až do lehké karikatury. Jeho kostýmy a masky hmyzích podob plastickými úpravami měnily hercovu tvář a podobu do groteskních tvarů.
Jeho výtvarná spolupráce s divadlem vyvrcholila v polovině 20. let. V letech 1923–1927 vytvářel na scéně spíše reálná prostředí, moderně stylizovaná. V návrzích pro sociální dramata Henri Ghéon a Chléb (1922) se podle expresionistických zásad držel určujícího barevného tónu: prospekt, kulisy, rekvizity i kostýmy odstupňoval do různých odstínů barvy mouky, chleba a pytloviny. V Aristofanově Ženském sněmu (1923) použil jasnou barevnost a poněkud rustikální ornamentiku kostýmů, v Romainsově Prostopášníku (1924) zase vycházel ze secese.

## Literární dílo

### Společně s bratremKarlem
- 1910 Lásky hra osudná (1922) – Jednoaktovka, psáno 1910, tiskem Otakar Štorch-Marien, Praha 1922
- 1913 Almanach na rok 1914 – Procházka, Událost a Vodní krajina patří k prvním kubistickým prózám v české literatuře. Vydalo Družstvo Přehled, Praha
- 1916 Zářivé hlubiny a jiné prosy – Sbírka povídek, vydal František Borový, Praha
- 1918 Krakonošova zahrada – Sbírka povídek, vydal František Borový, Praha
- 1921 Ze života hmyzu – Divadelní hra, knižně Otakar Štorch-Marien, Praha 1921, světová premiéra Brno 1922[37][38]
- 1926 Adam stvořitel – Divadelní hra, psáno 1926, knižně Otakar Štorch-Marien, Praha 1927, světová premiéra Národní divadlo Praha 1927

### Samostatná tvorba
- 1917 Lélio – Sbírka povídek, první samostatná kniha Josefa Čapka, autor se zamýšlí nad nepoznatelností smyslu života, vydala Kamilla Neumannová, Praha
- 1920 Nejskromnější umění – Eseje, do kterých shrnul úvahy, publikované 1918 až 1920. Šlo o kombinaci poetického fejetonu s estetickou esejí. Psal např. o vývěsních štítech drobných obchodníků, o staré pohovce, podobizně stařenky Rafaela Jörka. Vydalo Aventinum, Praha
- 1923 Pro delfína – Sbírka povídek, vydal Bohuslav Reynek, Petrkov
- 1923 Země mnoha jmen – Divadelní hra – přebírá pesimismus z Lélia; hlavní otázkou je, zda lze člověka mravně obrodit. Pro použití motivu Atlantidy je dílo řazeno do fantastické literatury.[39] Vydal Otakar Štorch-Marien, Praha
- 1923 Málo o mnohém – Fejeton, vydalo Aventinum, Praha
- 1924 Umělý člověk – Ilustrovaný fejeton, vydalo Aventinum, Praha
- 1928 Ledacos – Fejetony, vydal Otakar Štorch-Marien, Praha
- 1929 Povídání o pejskovi a kočičce: jak spolu hospodařili a ještě o všelijakých jiných věcech – pohádková knížka, příhody pejska a kočičky, kteří spolu žijí a hospodaří. Vydal Otakar Štorch-Marien, Praha [40]
- 1930 Stín kapradiny – Povídka – balada o pronásledování dvou pytláků, kteří zavraždili lesníka a schovávají se v šumavských lesích. Postupně se jich zmocňují výčitky svědomí, nezapadají ani do světa spořádaných lidí, ani do světa přírody. Nakonec je jeden z nich zastřelen četníky, druhý páchá sebevraždu. Této knížce byla udělena státní cena za rok 1931.[41] Vydalo Aventinum, Praha
- 1932 Dobře to dopadlo aneb Tlustý pradědeček, lupiči a detektivové – Dramatizace pohádky O tlustém pradědečkovi z knihy Karla Čapka Devatero pohádek, hudbu složil Jaroslav Křička. Vydal František Borový, Praha
- 1936 Kulhavý poutník (co jsem na světě uviděl) Esej, filosofické úvahy o smyslu života a umění. Vydal František Borový, Praha
- 1938 Umění přírodních národů – Autorova nejrozsáhlejší a významem nejdůležitější kniha o výtvarném umění, do které shrnul své poznatky a úvahy o domorodém umění Afriky a jiných světadílů. Obálka a vazba František Muzika, vydal František Borový, Praha
- 1946 Básně z koncentračního tábora – Básně vycházející z konkrétních zážitků i vzpomínek a upínající se k existenciální reflexi údělu člověka vydaného vládě zla. Verše jsou vzdálené optimistickému patosu a rétorice. Uspořádal Vladimír Holan, posmrtně vydal František Borový, Praha.
- 1947 Psáno do mraků (1936–1939) – aforismy. Posmrtně vydal František Borový, Praha
- 1954 Povídejme si, děti – z příspěvků psaných v letech 1929–1933 pro Dětský koutek Lidových novin, vydáno posmrtně péčí Miroslava Halíka [42]

## Knižní grafika
6. února 1919 vyšlo v časopisu Červen dílo Guillauma Apollinaira Pásmo v překladu Karla Čapka s 12 linoryty Josefa Čapka. V knižní podobě, s 15 linoryty, vyšlo toto dílo v nakladatelství F. Borového v dubnu téhož roku.
V roce 1919 se J. Čapek také více začal věnovat knižní grafice. Spolupracoval s Bohuslavem Reynkem a Josefem Florianem.
První knižní obálku vytvořil již v roce 1918 k Neumannově sbírce Horký van. Do roku 1938 vyšlo Josefu Čapkovi na sto padesát obálek. Téměř vždy pracoval s linorytem, i proto, že vyžaduje „jen velké formy, nedovoluje zabřednouti do podřadných ozdůbek a detailů“ (Mráz 1987: 96), požaduje to nejzákladnější a hrubší, působí elementárně, což odpovídalo podstatě moderního umění. Čapkova „obálkářská“ tvořivost se naplno rozběhla v roce 1920. Pro Karla Čapka navrhl linoryty na obálky her Loupežník (Aventinum, 1920) a R. U. R. (Otakar Štorch-Marien, 1921), ke knihám Kritika slov (B. M. Klika, 1920) a Francouzská poezie nové doby v překladech Karla Čapka (František Borový, 1920), pro sestru Helenu k vyprávění Malé děvče (Otakar Štorch-Marien, 1920), pro S. K. Neumanna ke knize úvah o novém umění Ať žije život! (František Borový, 1920) k básním Josefa Nemasty, F. Němce a Hugo Sonnenscheina, prózám Francise Jammese, Marie Pujmanové a Julese Romainse atd. Každá jeho obálka byla tvarově a barevně jiná, vždy šlo o originál, který příznačným způsobem uváděl danou knihu.
V roce 1921 vydalo nakladatelství Aventinum hru bratří Čapků Ze života hmyzu s jeho obálkou. Vyšly i další knihy, na jejichž výtvarném zpracování se podílel: nejčastěji šlo o hry a novely jeho bratra Karla, ale vytvořil obálky i pro jiné autory Aventina. Od roku 1922 začaly v jeho knižních ilustracích převládat kresby nad linoryty. Kresby se lépe hodily k fejetonu, epické próze nebo divadelní hře. Byly jednoduché, základ tvořila kontura, prostý obrys, který však má u Čapka značnou rozmanitost: silný, rozpačitě tenký, dynamický, prudký, klidný, ostrý...
Jeho příklon k tvorbě pro děti kolem roku 1928 je patrný i v jeho knižní grafice. V tomto období ilustroval nejčastěji knihy pro nejmenší čtenáře: např.:
- Žabákova dobrodružství – (Kenneth Grahame, vydala Družstevní práce, 1933)
- Edudant a Francimor – (Karel Poláček, vydal František Borový, 1933)
- Kluci, hurá za ním!, Poplach v Kovářské uličce – (Václav Řezáč, vydal Adolf Synek, 1934)

Vtipnými kresbami doprovodil také knihy Karla Čapka:
- Zahradníkův rok (Aventinum, 1929)
- Minda čili O chovu psů (Spolek českých bibliofilů, 1930).

## Filmografie
Na náměty Josefa Čapka byla natočena řada krátkých filmů, tři televizní inscenace a jeden celovečerní film.
- 1950: O pyšné noční košilce, Jak pejsek s kočičkou myli podlahu (režie Eduard Hofman, mluvil Karel Höger)
- 1951: Jak si pejsek roztrhl kalhoty, Jak si pejsek s kočičkou dělali dort, O panence, která tence plakala, O pejskovi a kočičce jak psali psaní, (režie Eduard Hofman, mluvil Karel Höger)
- 1955: Jak je svět zařízen (režie Eduard Hofman, mluvil Karel Höger)
- 1956: Hrajeme si, Už je ráno (režie Eduard Hofman, mluvil Karel Höger)
- 1970: O tlustém pradědečkovi (TV inscenace, režie Pavel Kraus, hlavní role Ladislav Pešek)
- 1973: Ze života hmyzu (TV inscenace, režie Jan Matějovský)
- 1977: Jak pejsek s kočičkou myli podlahu („Як песик і кошеня мили підлогу“; Ukrajina, režie Alla Gračovová)
- 1984 Tlustý pradědeček (TV inscenace, režie Věra Jordánová, hlavní role Rudolf Hrušínský)
- 1985 Stín kapradiny (film, režie František Vláčil)

Ve filmu Na břehu dnů (1983, režie Bohuslav Musil, mluvil Rudolf Hrušínský a Ladislav Mrkvička) byly použity dokumentární záběry Karla a Josefa Čapka.
Ve filmu Člověk proti zkáze (1989, režie Štěpán Skalský) hrál Josefa Čapka František Řehák.

## Ocenění
1927 – Státní cena za literaturu – Za dílo dramatické za knihu Adam stvořitel spolu s bratrem Karlem Čapkem
1931 – Státní cena za literaturu – Za knihu Stín kapradiny
1991 – Řád Tomáše Garrigua Masaryka  I. třída, uděleno In memoriam
2017 – Státní ocenění Rytíř, Dáma a Mecenáš české kultury – uděleno In memoriam
2018 – Nejkrásnější české knihy roku (Krásná literatura – 2.místo) – kniha Stín kapradiny

## Zajímavost
Jak dosvědčil jeho bratr Karel, byl Josef Čapek pravým autorem slova „robot“, které bylo přejato do mnoha jazyků na celém světě a je jedním z nejvíce používaných výrazů v oblasti moderních technologií. Karel Čapek tento výraz původně použil pro uměle vytvořeného člověka, a sice ve své hře R.U.R.

## Galerie

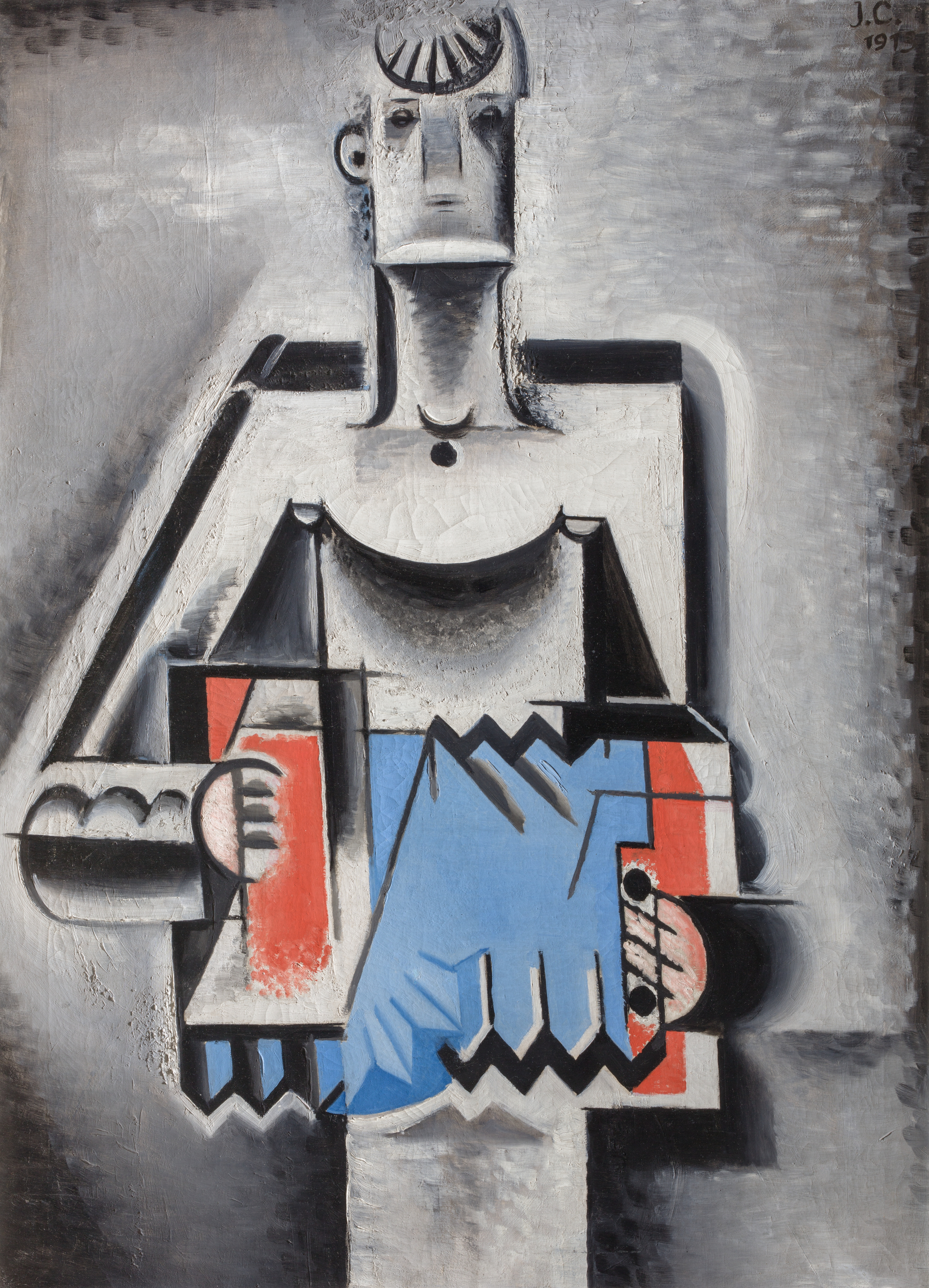
Harmonikář (1913)
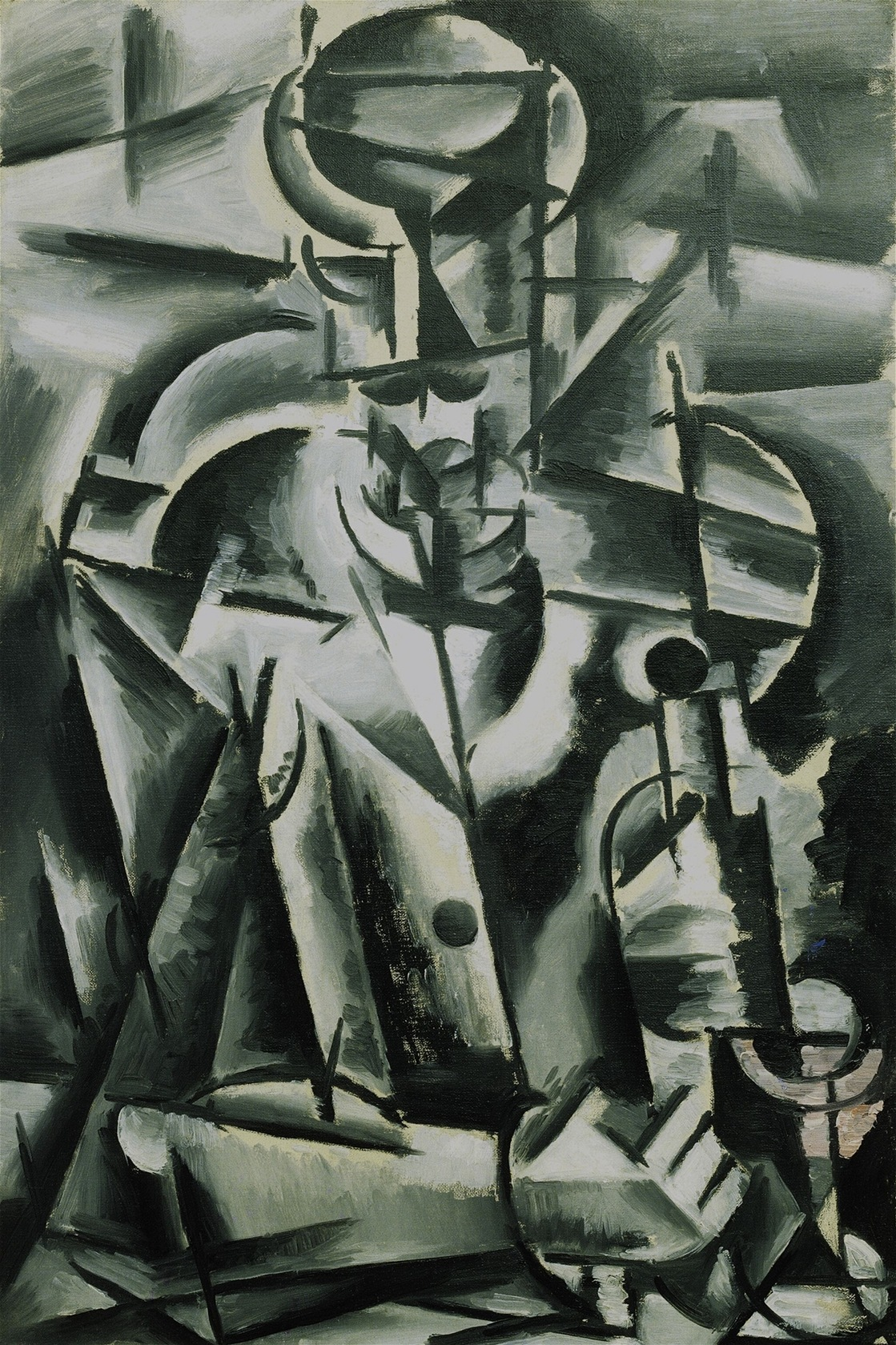
Piják (1913)
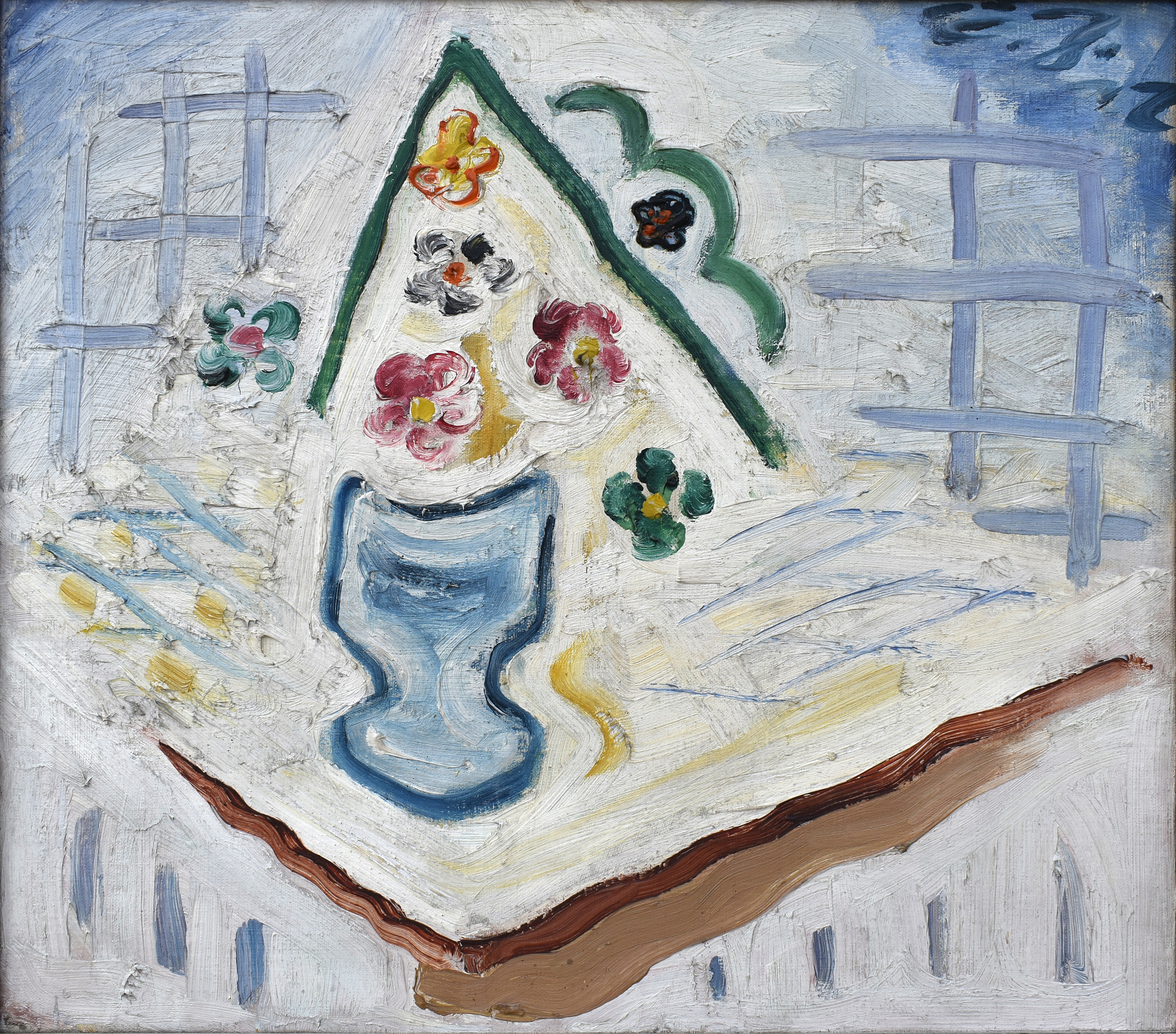
Květiny v modré váze (1922)
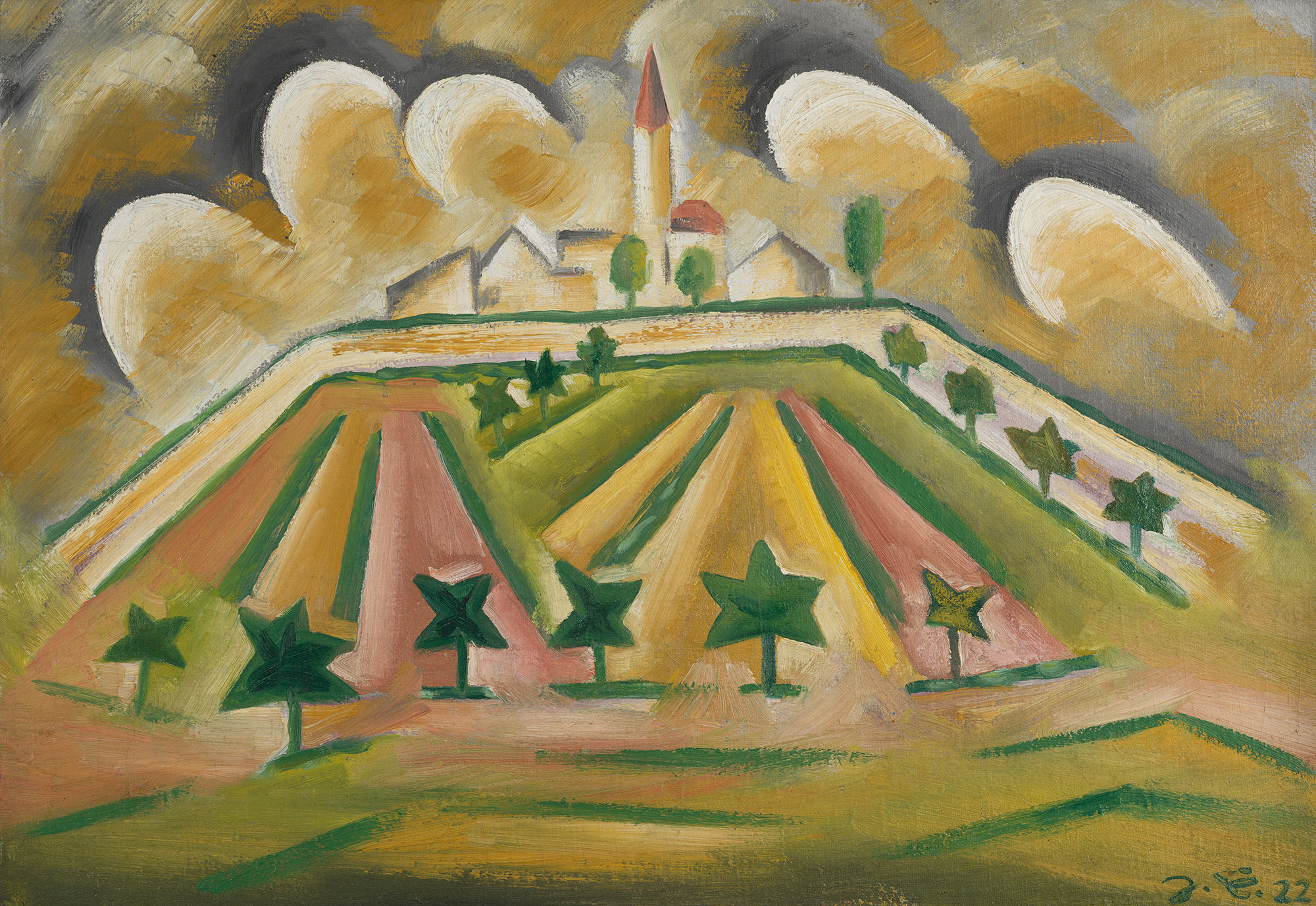
Kostelík na kopci (1922)
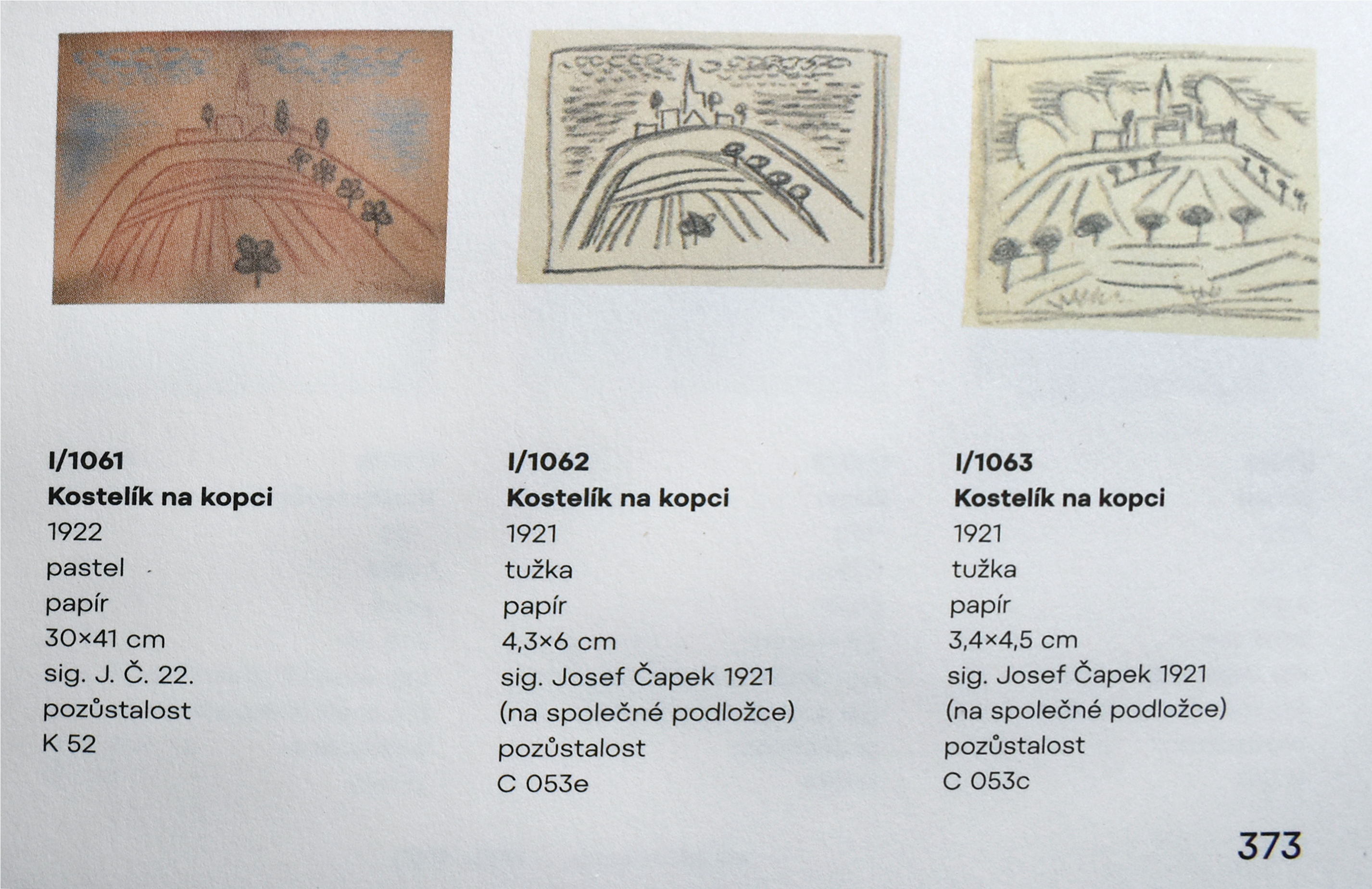
Josef Čapek náčrty – Kostelík na kopci
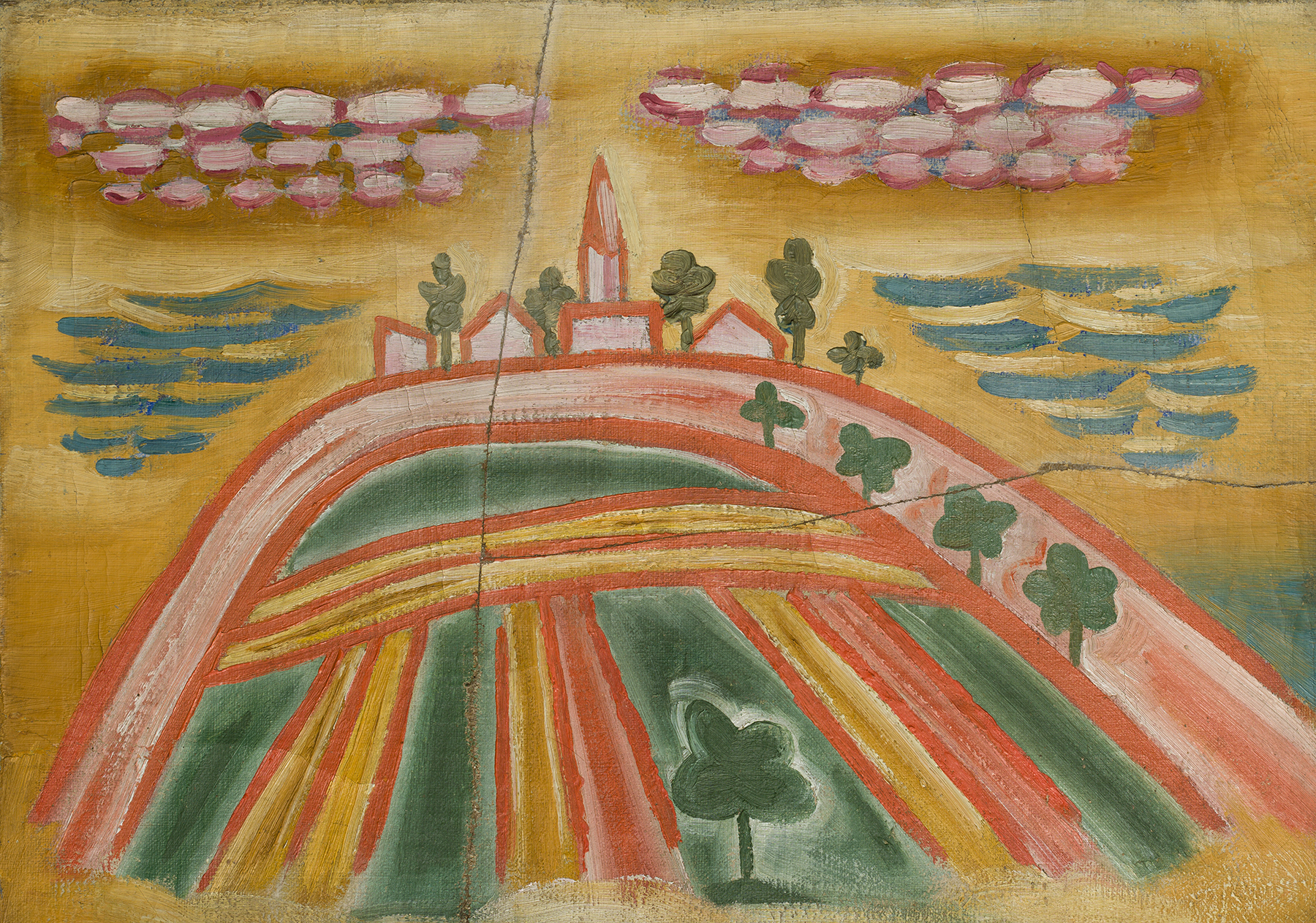
Kostelík na kopci (1922)
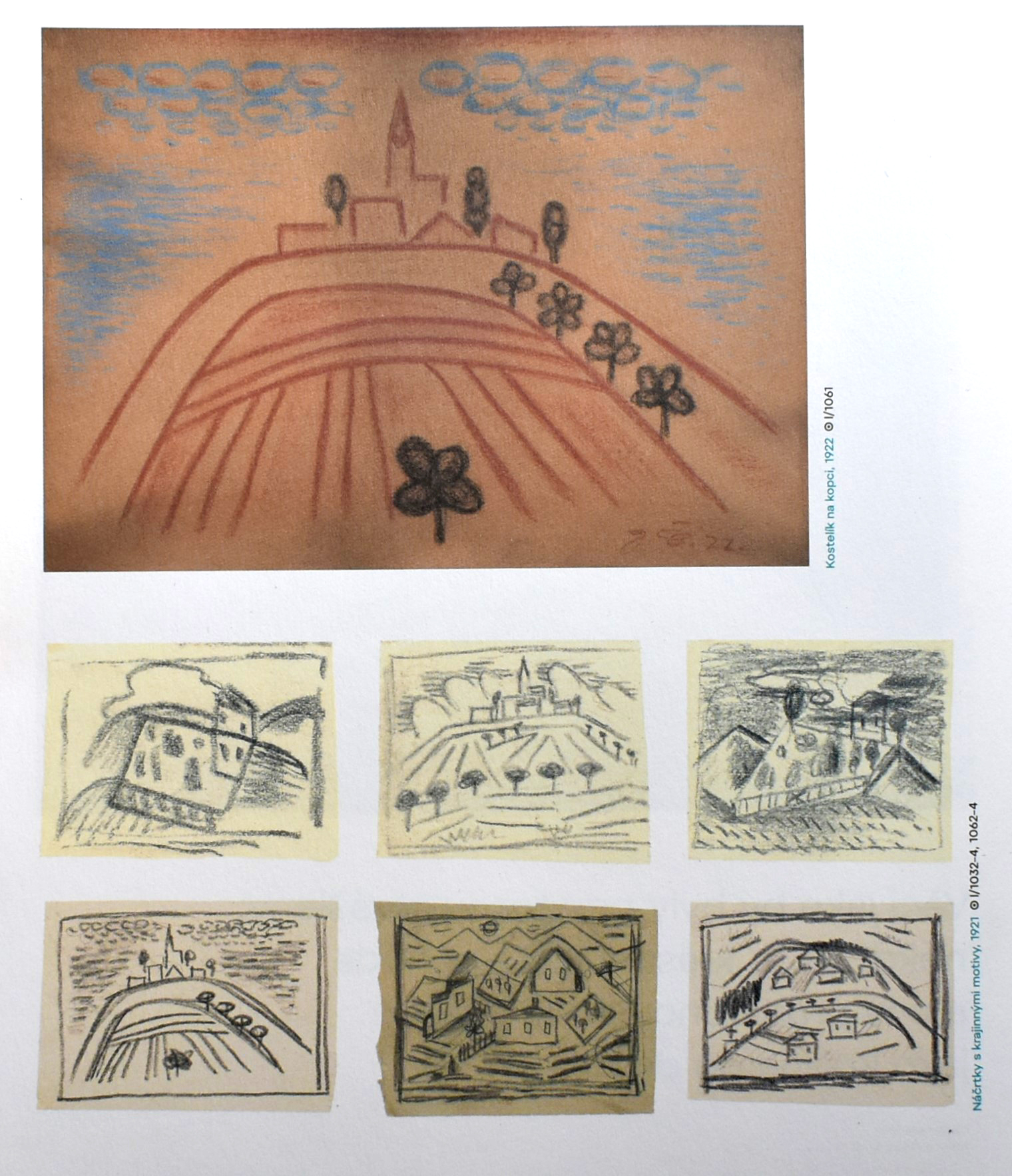
Josef Čapek kresby
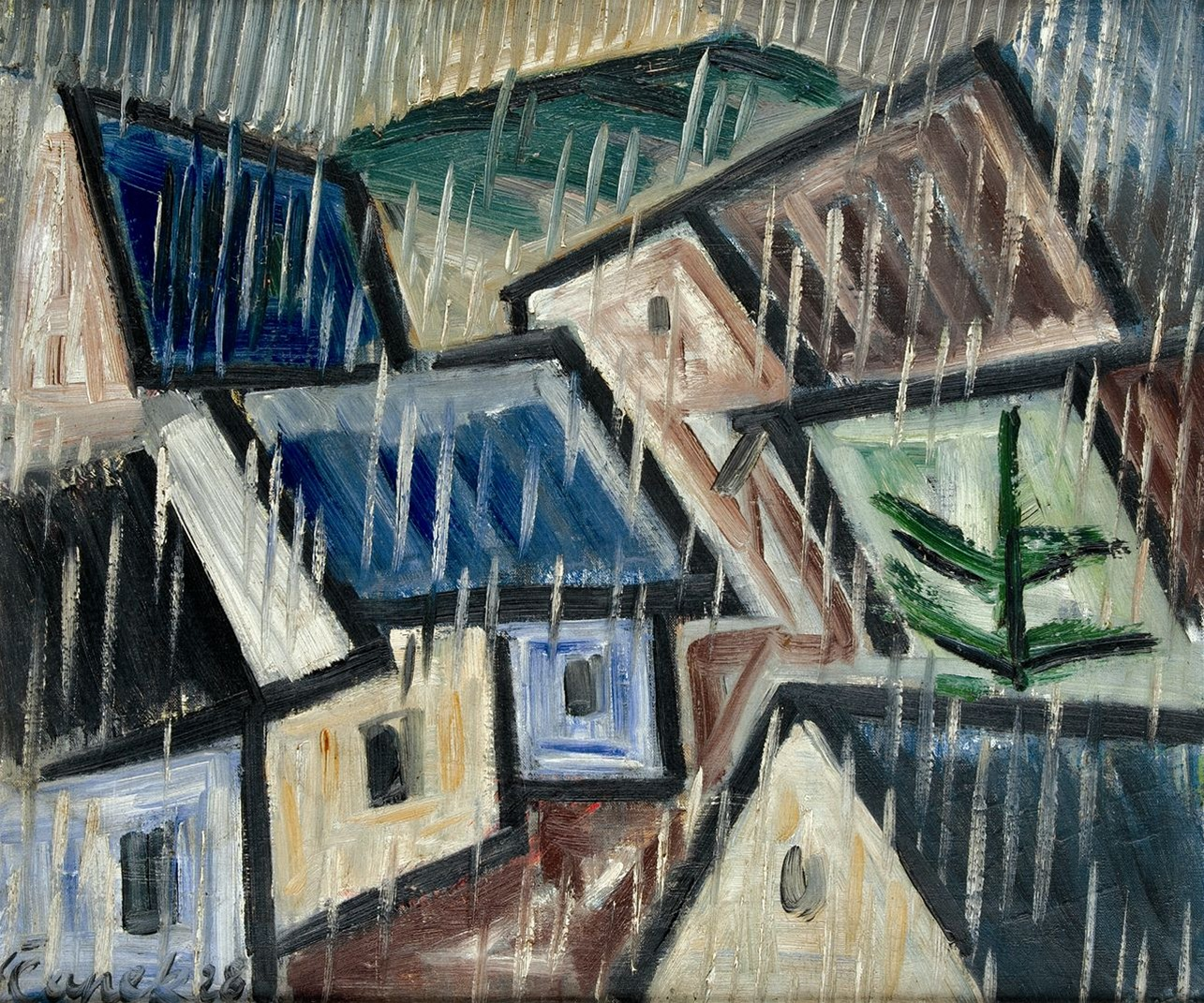
Krajina v dešti (1928)
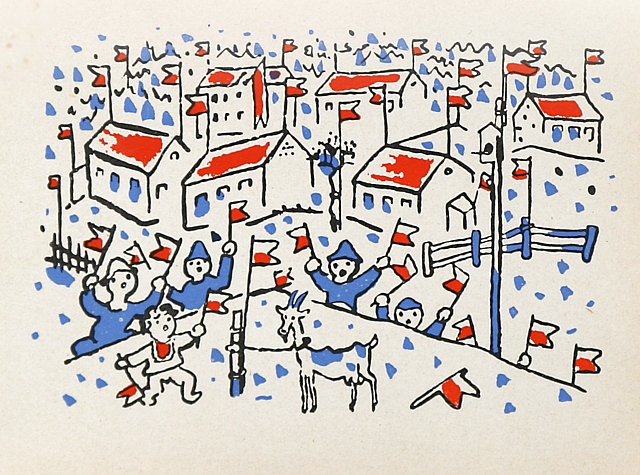
Kluci s kozou (1928)
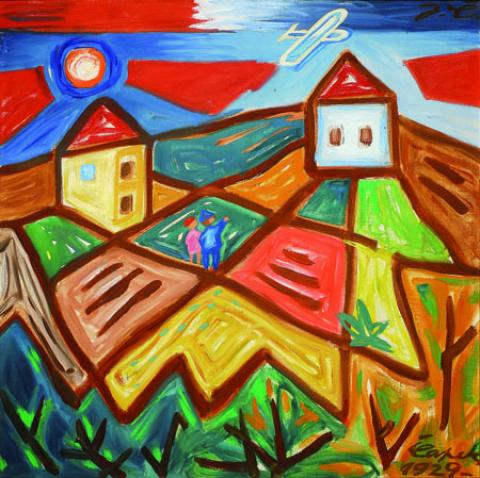
Letadlo (1929)
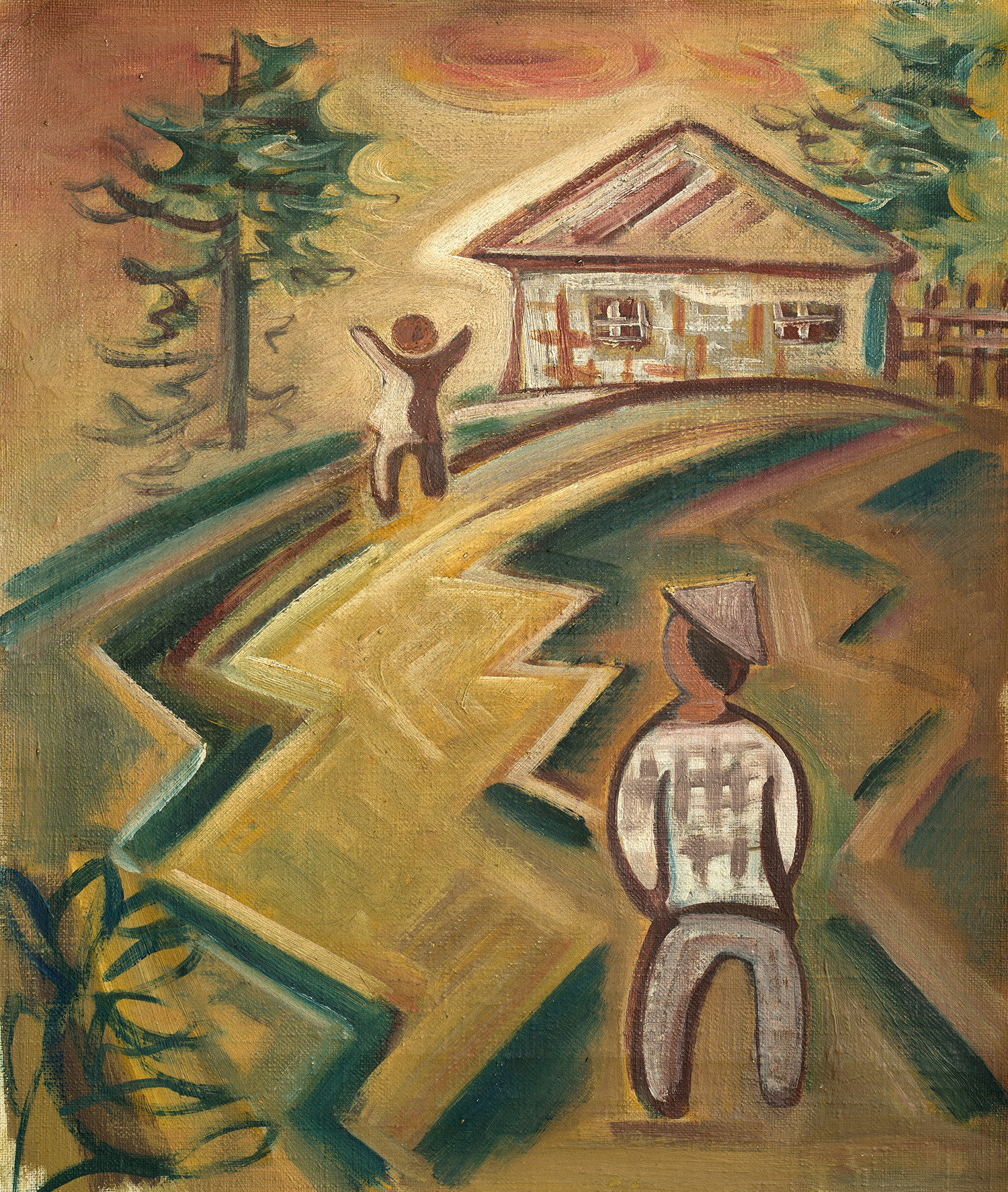
Děti na cestě (1930)
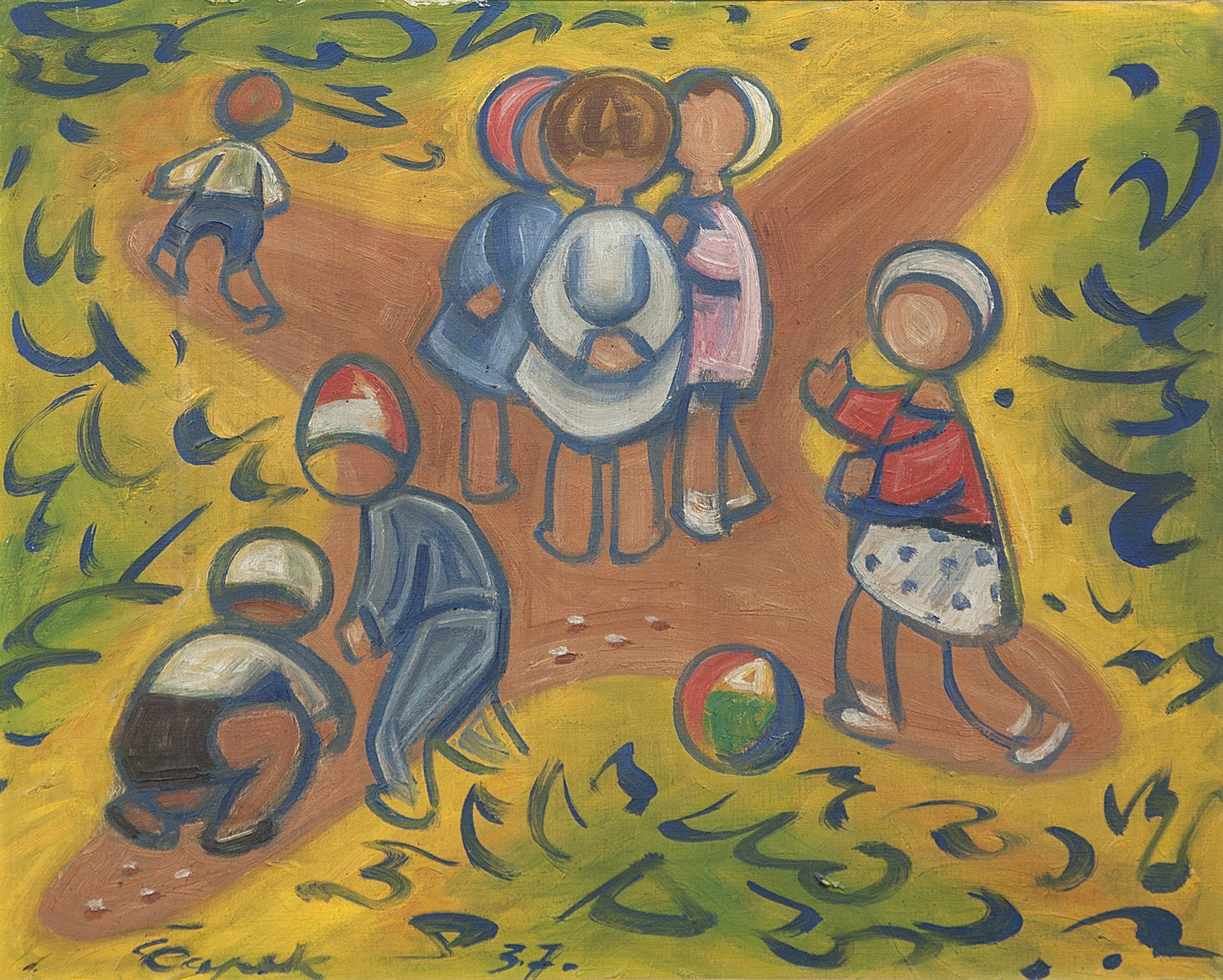
Hra (1936)
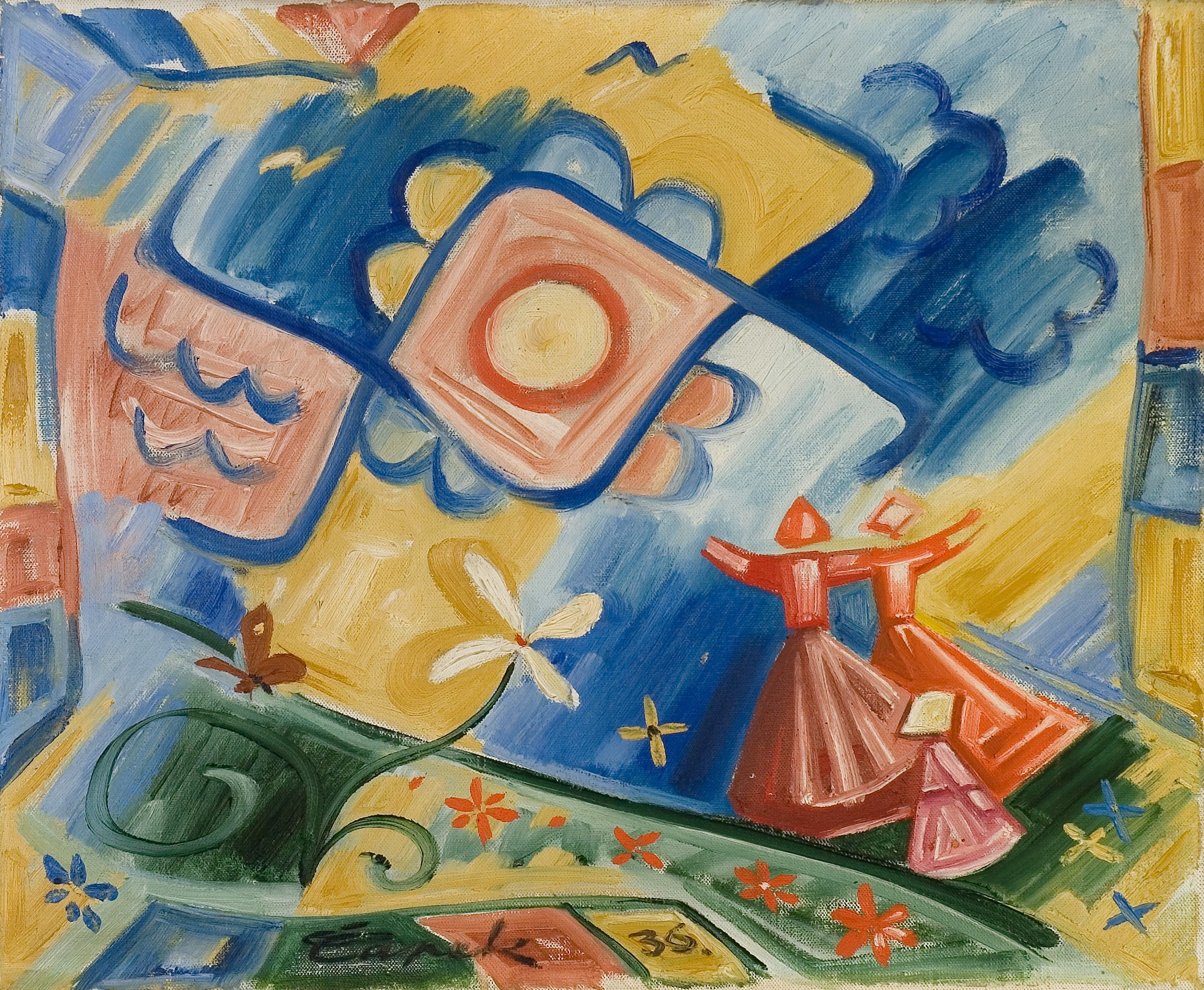
Zpívající děvčata (1936)
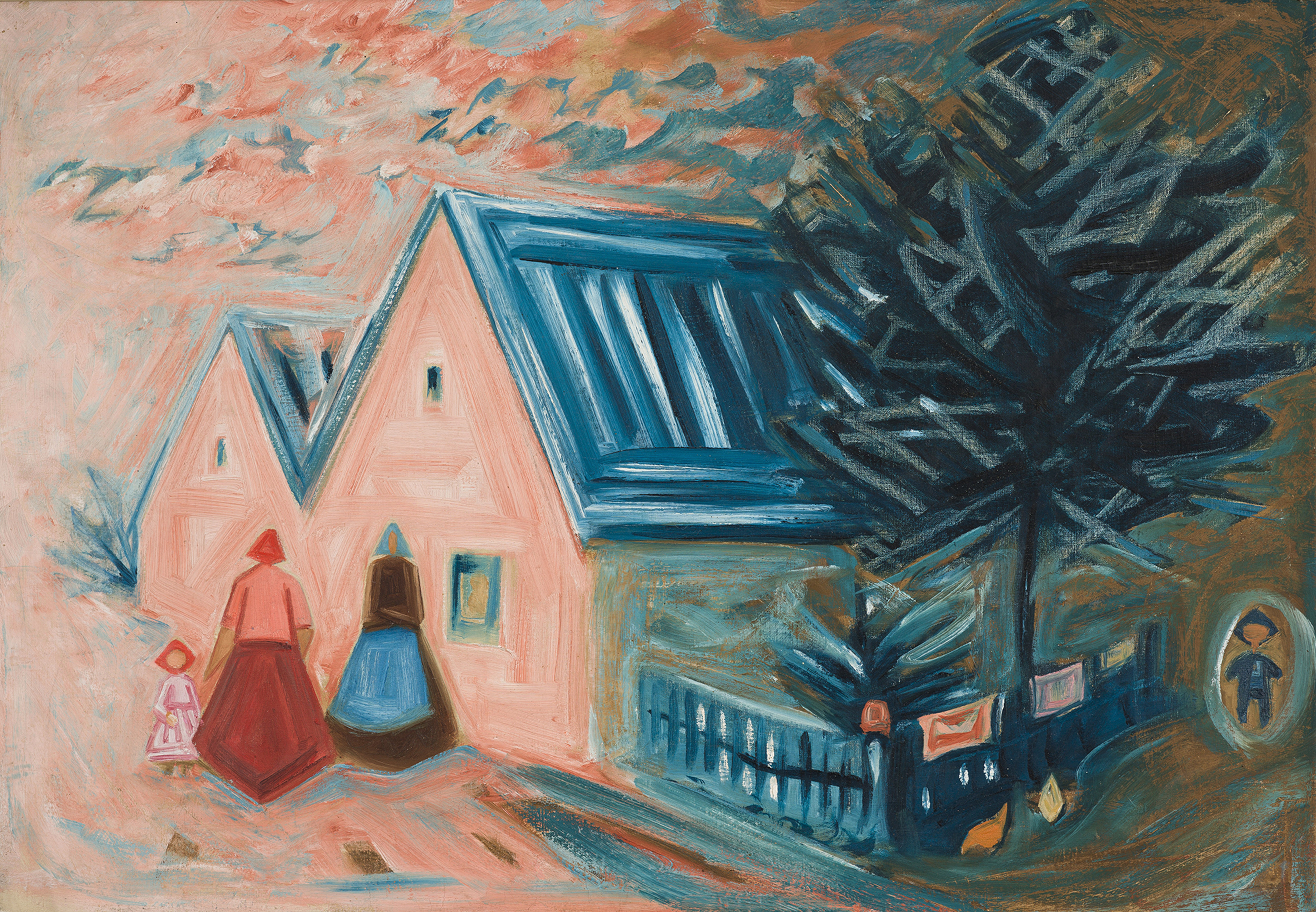
Ráno (1936)
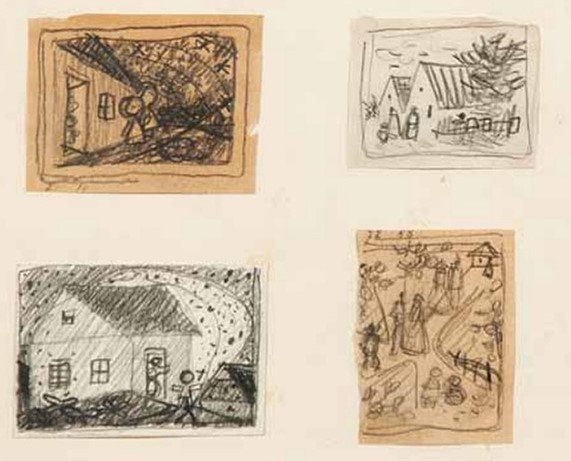
Josef Čapek – náčrtky
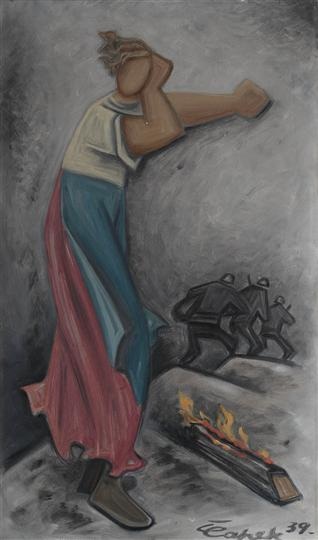
Oheň (1939)
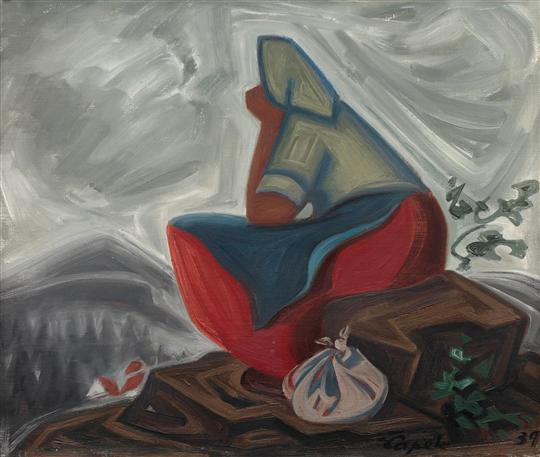
Touha (1939)
- Povídání o pejskovi a kočičce (obálka vydání 1972)
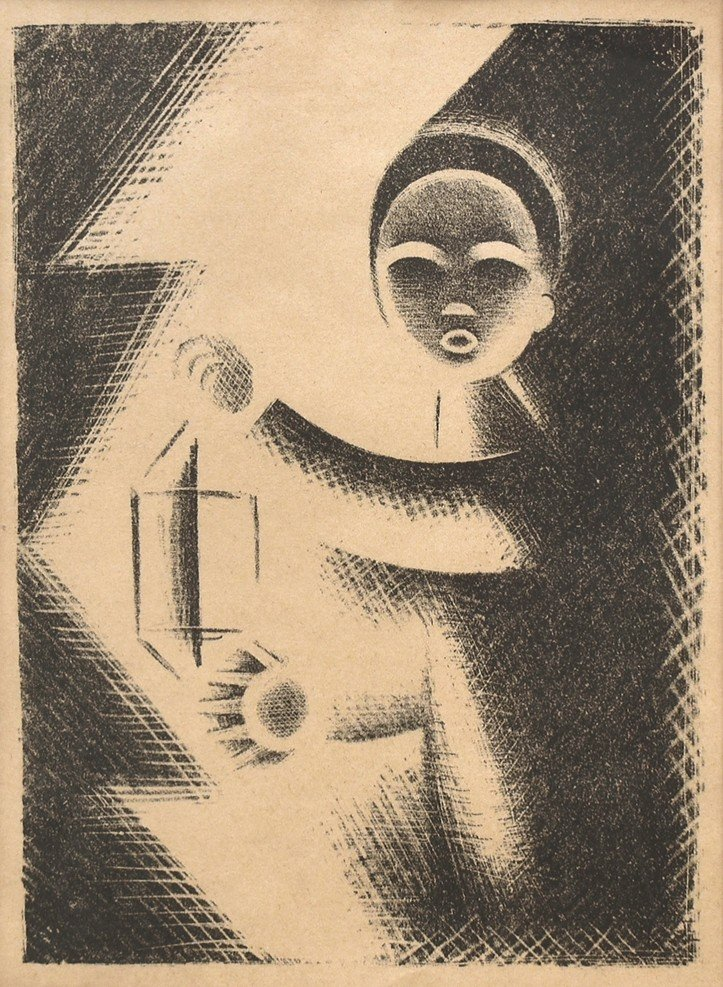
Chlapec se svítilnou
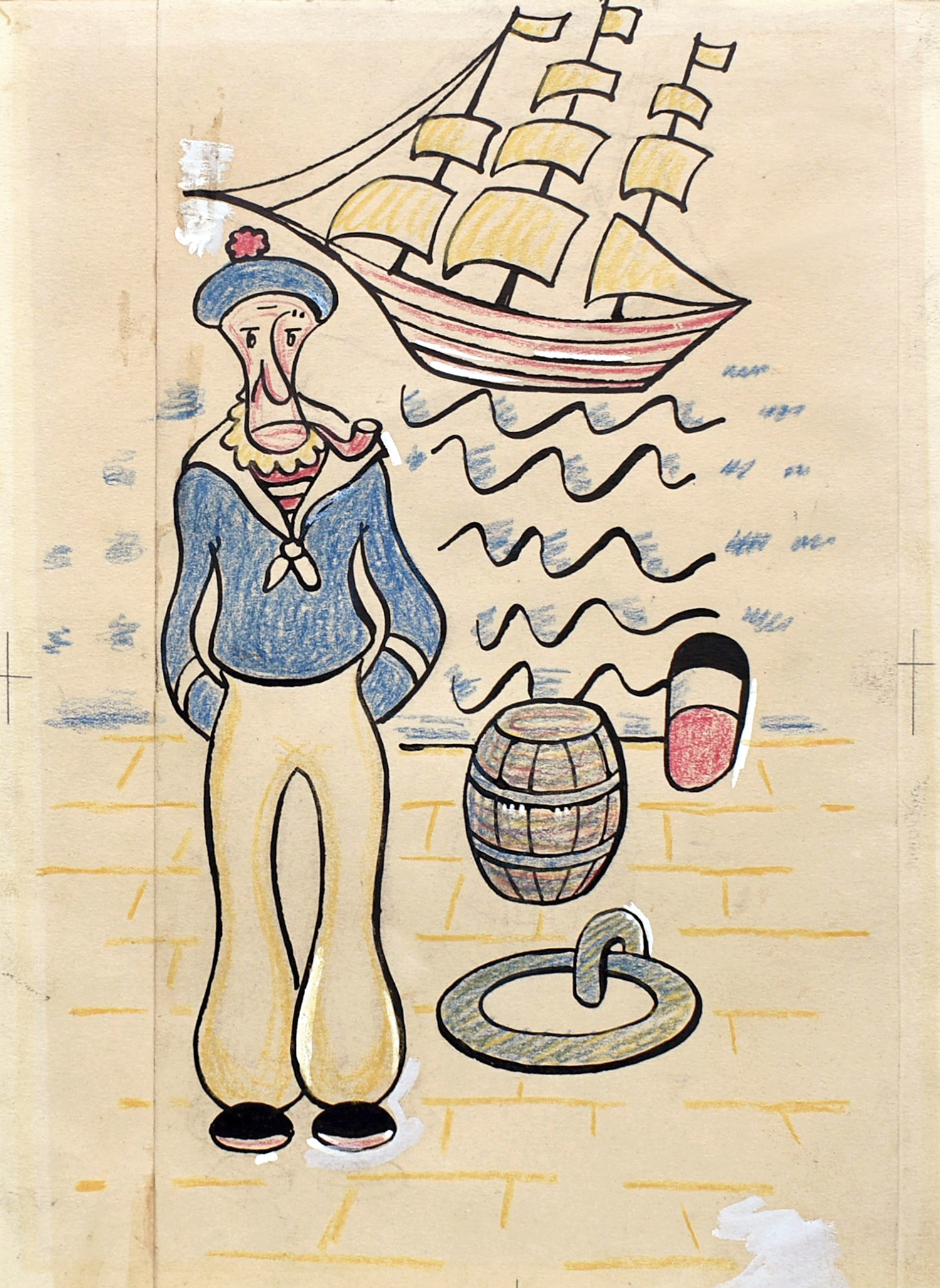
Ilustrace – Edudant a Francimor